# Seattle Seahawks 1986
La stagione 1986 dei Seattle Seahawks è stata la 11ª della franchigia nella National Football League.

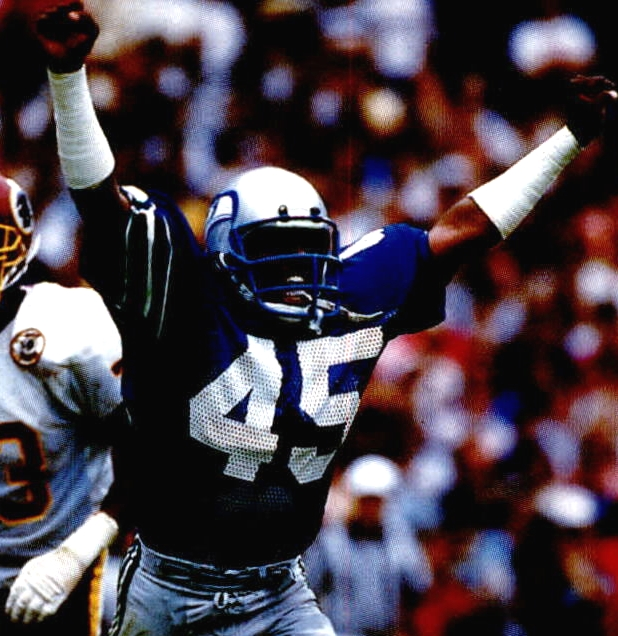
La safety dei Seahawks Kenny Easley contro i Washington Redskins nella settimana 4

## Scelte nel Draft NFL 1986
| Giro/scelta | Giocatore         | Ruolo            | College           |
| ----------- | ----------------- | ---------------- | ----------------- |
| 1/15        | John L. Williams  | Running back     | Florida           |
| 3/68        | Patrick Hunter    | Defensive back   | Nevada-Reno       |
| 5/126       | Bobby Joe Edmonds | Running Back     | Arkansas          |
| 6/153       | Eddie Anderson    | Defensive Back   | Fort Valley State |
| 7/181       | Paul Miles        | Running Back     | Nebraska          |
| 8/211       | Alonzo Mitz       | Defensive end    | Florida           |
| 9/237       | Mike Black        | Offensive tackle | Sacramento State  |
| 10/264      | Don Fairbanks     | Defensive End    | Colorado          |
| 11/291      | David Norrie      | Quarterback      | UCLA              |
| 12/321      | John McVeigh      | Linebacker       | Miami (FL)        |

## Staff
Fonte:

## Calendario
| Turno | Data       | Avversario             | Risultato | Stadio                             | Record | Pubblico |
| 1     | 7/9/1986   | Pittsburgh Steelers    | V 30-0    | Kingdome                           | 1-0    | 61.461   |
| 2     | 14/9/1986  | Kansas City Chiefs     | V 23-17   | Kingdome                           | 2-0    | 61.068   |
| 3     | 21/9/1986  | @ New England Patriots | V 38-31   | Sullivan Stadium                   | 3-0    | 58.977   |
| 4     | 28/9/1986  | @ Washington Redskins  | S 14-19   | Robert F. Kennedy Memorial Stadium | 3-1    | 54.157   |
| 5     | 6/10/1986  | San Diego Chargers     | V 33-7    | Kingdome                           | 4-1    | 63.207   |
| 6     | 12/10/1986 | @ Los Angeles Raiders  | S 10-14   | Los Angeles Memorial Coliseum      | 4-2    | 70.635   |
| 7     | 19/10/1986 | New York Giants        | V 17-12   | Kingdome                           | 5-2    | 62.282   |
| 8     | 26/10/1986 | @ Denver Broncos       | S 13-20   | Mile High Stadium                  | 5-3    | 76.089   |
| 9     | 2/11/1986  | New York Jets          | S 7-38    | Kingdome                           | 5-4    | 62.497   |
| 10    | 9/11/1986  | @ Kansas City Chiefs   | S 7-27    | Arrowhead Stadium                  | 5-5    | 53.268   |
| 11    | 16/11/1986 | @ Cincinnati Bengals   | S 7-34    | Riverfront Stadium                 | 5-6    | 54,410   |
| 12    | 23/11/1986 | Philadelphia Eagles    | V 24-20   | Kingdome                           | 6-6    | 55.786   |
| 13    | 27/11/1986 | @ Dallas Cowboys       | V 31-14   | Texas Stadium                      | 7-6    | 58.020   |
| 14    | 8/12/1986  | Los Angeles Raiders    | V 37-0    | Kingdome                           | 8-6    | 62.923   |
| 15    | 14/12/1986 | @ San Diego Chargers   | V 34-24   | Jack Murphy Stadium                | 9-6    | 47.096   |
| 16    | 20/12/1986 | Denver Broncos         | V 41-16   | Kingdome                           | 10-6   | 63.697   |

## Classifiche
| AFC West              | AFC West | AFC West | AFC West | AFC West | AFC West | AFC West | AFC West | AFC West | AFC West |
|                       | V        | S        | P        | %        | DIV      | CONF     | PF       | PS       | Str.     |
| --------------------- | -------- | -------- | -------- | -------- | -------- | -------- | -------- | -------- | -------- |
| Denver Broncos(2)     | 11       | 5        | 0        | .688     | 5–3      | 8–4      | 378      | 327      | S1       |
| Kansas City Chiefs(5) | 10       | 6        | 0        | .625     | 5–3      | 9–5      | 358      | 326      | V3       |
| Seattle Seahawks      | 10       | 6        | 0        | .625     | 5–3      | 7–5      | 366      | 293      | V5       |
| Los Angeles Raiders   | 8        | 8        | 0        | .500     | 4–4      | 7–5      | 323      | 346      | S4       |
| San Diego Chargers    | 4        | 12       | 0        | .250     | 1–7      | 4–8      | 335      | 396      | S2       |

## Leader della squadra
| Leader della squadra   |               |       |
| Categoria              | Giocatore     | N.    |
| Yard passate           | Dave Krieg    | 2.921 |
| Touchdown passati      | Dave Krieg    | 21    |
| Yard corse             | Curt Warner   | 1.481 |
| Touchdown su corsa     | Curt Warner   | 13    |
| Ricezioni              | Steve Largent | 70    |
| Yard ricevute          | Steve Largent | 1.070 |
| Touchdown su ricezione | Steve Largent | 9     |
| Sack                   | Jacob Green   | 12,0  |
| Intercetti             | Dave Brown    | 5     |